# 松本金太郎 (歌舞伎)

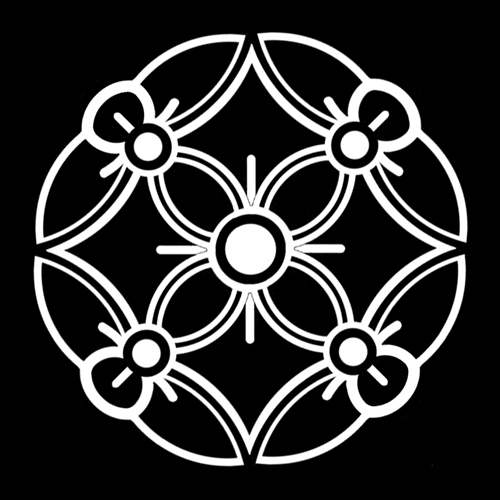
[名称調査中]

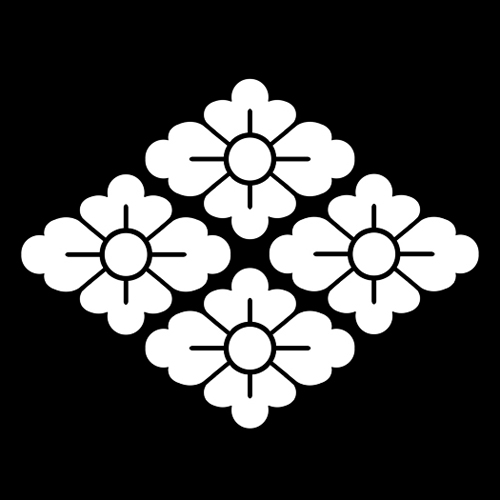
四つ花菱

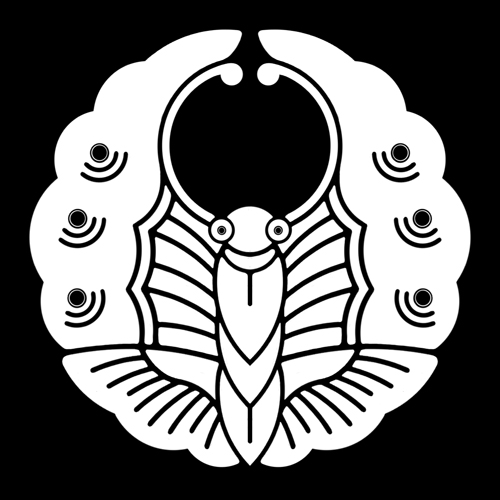
浮線蝶

松本 金太郎（まつもと きんたろう）は、歌舞伎役者の名跡。屋号は高麗屋。定紋と替紋は、三代目までが四つ花菱と浮線蝶、四代目は新定紋と四つ花菱。「金太郎」は初代の父である七代目松本幸四郎の本名・藤間金太郎に由来する。二代目からは市川染五郎に先立って襲名される名跡となっている。

## 歴代
- 初代 松本金太郎
  - 七代目松本幸四郎の長男、1909–65。
  - 初代松本金太郎 → 九代目市川高麗蔵 → 九代目市川海老蔵 → 十一代目市川團十郎

- 二代目 松本金太郎
  - 初代の甥、1942– 。父は初代松本白鸚（八代目松本幸四郎）。
  - 二代目松本金太郎 → 六代目市川染五郎 → 九代目松本幸四郎 → 二代目松本白鸚(隠居名)

- 三代目 松本金太郎
  - 二代目の長男、1973– 。
  - 三代目松本金太郎 → 七代目市川染五郎 → 十代目松本幸四郎

- 四代目 松本金太郎
  - 三代目の息子、2005– 。
  - 四代目松本金太郎 → 八代目市川染五郎